# Emilio Salafia
Emilio Salafia (ur. 10 października 1910 w Palermo, zm. 24 maja 1969 tamże) – włoski szablista, dwukrotny medalista olimpijski i wielokrotny medalista mistrzostw świata.
Na igrzyskach olimpijskich w Amsterdamie w 1928 roku Włosi w składzie: Bino Bini, Oreste Puliti, Giulio Sarrocchi, Renato Anselmi, Emilio Salafia i Gustavo Marzi zdobyli srebrny medal w szabli drużynowej. Nie startował w rywalizacji indywidualnej. Brał też udział w igrzyskach olimpijskich w Los Angeles w 1932 roku, gdzie razem z Gustavo Marzim, Giulio Gaudinim, Renato Anselmim, Arturo De Vecchim i Ugo Pignottim zdobył kolejny srebrny medal w szabli drużynowej. W zawodach indywidualnych był dziesiąty.
Podczas mistrzostw świata w Liège w 1930 roku (oficjalnie rozgrywanych pod tą nazwą dopiero od 1937) wspólnie z kolegami z reprezentacji wywalczył srebrny medal w szabli drużynowej. Wynik ten Włosi z Salafią w składzie powtórzyli na mistrzostwach świata w Wiedniu (1931), mistrzostwach świata w Budapeszcie (1933), mistrzostwach świata w Warszawie (1934) i mistrzostwach świata w Lozannie (1935).